# Nik'oloz K'akhelashvili
Nik'oloz K'akhelashvili (in georgiano ნიკოლოზ კახელაშვილი?; Tbilisi, 14 novembre 1995) è un lottatore georgiano naturalizzato italiano, specializzato nella lotta greco-romana.

## Biografia
Ha iniziato la carriera agonistica internazionale lottando per la nazionale georgiana, con la quale nel 2015 ha vinto l'oro ai mondiali junior ed il bronzo agli europei junior.
Dal 2018 veste i colori della nazionale italiana per la quale ha gareggiato ai mondiali di Nur-Sultan 2019, dove è stato eliminato agli ottavi di finale dall'armeno Art'our Aleksanyan.
Gareggia per il Club Atletico Faenza. Nel gennaio 2020 ha vinto i campionati nazionali assoluti nella categoria 97 kg. Il mese successivo ha conquistato la medaglia d'argento agli europei di Roma 2020, perdendo contro l'armeno Art'our Aleksanyan nella finale del torneo dei 97 chilogrammi.
Il 29 luglio 2020, il Consiglio dei Ministri italiano, su proposta del Ministro dell’interno Luciana Lamorgese, gli ha conferito la cittadinanza italiana per meriti sportivi.
Agli europei di Varsavia 2021 ha vinto la medaglia di bronzo nel torneo dei 97 chilogrammi. Ai mondiali di Oslo 2021 si è classificato al quinto posto, dopo essere rimasto sconfitto contro il rappresentante della Federazione di lotta russa Artur Sargsián nella finale per il terzo gradino del podio.

## Palmarès

### Per la Georgia
- Europei junior

Istanbul 2015: bronzo nei 96 kg.
- Mondiali junior

Salvador da Bahia 2015: oro nei 96 kg.

### Per l'Italia
- Europei

Roma 2020: argento nei 97 kg.
Varsavia 2021: bronzo nei 97 kg.